# Nakhon Phanom

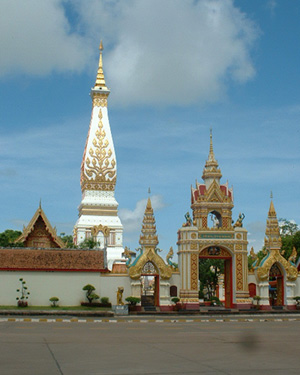
O Wat Phra That Phanom, o mais importante da cidade.

Nakhon Phanom é uma cidade na região nordeste da Tailândia, região também conhecida como Isan, é capital da  província de Nakhon Phanom. Ela está situada na margem ocidental do rio Mekong, em frente à cidade de Thakhek no Laos. As duas cidades estão ligadas desde novembro de 2011 pela terceira ponte de amizade Lao-Thai.
De acordo com a lista de códigos IATA de aeroportos, Nakhon Phanom tem o código KOP.